# Gouverneur der Bank of Namibia

Logo der Bank of Namibia

Der Gouverneur der Bank of Namibia (englisch Governor of the Bank of Namibia) ist als Chef der Zentralbank Bank of Namibia der höchste Banker in Namibia. Er ist für die Geldpolitik des Landes verantwortlich. Der Gouverneur unterschreibt auf den Banknoten des Namibia-Dollars. Ihm steht meist ein Vize-Gouverneur zur Seite.

## Liste der Gouverneure
Quelle: 
| Nr. | Name (Lebensdaten)                  | Nationalität | Amtsbeginn        | Amtsende          | Anmerkung              |
| --- | ----------------------------------- | ------------ | ----------------- | ----------------- | ---------------------- |
| 1   | Wouter Benard (* ?)                 | Niederlande  | 16. Juli 1990     | 31. August 1991   |                        |
|     | Erik Lennart Karlsson (1918–2001)   | Schweden     | 16. Juli 1990     | 31. August 1991   | Vize-Gouverneur        |
|     | Erik Lennart Karlsson (1918–2001)   | Schweden     | 1. September 1991 | 30. April 1992    | amtierender Gouverneur |
| 2   | Erik Lennart Karlsson (1918–2001)   | Schweden     | 25. November 1992 | 31. Dezember 1993 |                        |
| 3   | Jaafar bin Ahmad (* ?)              | Malaysia     | 1. Januar 1993    | 31. Dezember 1996 |                        |
|     | Tom Alweendo (* 1958)               | Namibia      | 1. Januar 1993    | 31. Dezember 1996 | Vize-Gouverneur        |
| 4   | Tom Alweendo (* 1958)               | Namibia      | 1. Januar 1997    | 25. März 2010     |                        |
|     | Lazarus Ipangelwa (* ?)             | Namibia      | 1. Januar 1997    | 30. Dezember 2002 | Vize-Gouverneur        |
|     | Paul Hartmann (* ?)                 | Namibia      | 1. August 2002    | 30. Dezember 2011 | Vize-Gouverneur        |
| 5   | Iipumbu Shiimi (* 1970)             | Namibia      | 25. März 2010     | 31. März 2020     |                        |
|     | Ebson Uanguta (* ?)                 | Namibia      | 1. Januar 2012    |                   | Vize-Gouverneur        |
| 6   | Johannes ǃGawaxabKlicklaut (* 1956) | Namibia      | 21. April 2020    |                   |                        |
|     | Leonie Dunn (* ?)                   | Namibia      | 3. Dezember 2021  |                   | Vize-Gouverneurin      |